# Операція «Геркулес»
Операція «Геркулес» (нім. Unternehmen Herkules, італ. Operazione C3) — кодова назва нереалізованої військової операції з висадки повітряного та морського десанту німецько-італійських військ з метою вторгнення на Мальту під час битви на Середземному морі.
План вторгнення передбачав застосування комбінованого повітряного і морського десантів, які мали завдання опанування островами з метою нейтралізувати британську авіабазу та військово-морську базу, що розміщувалися на Мальті і тим самим забезпечити безпечні безперебійні поставки через Середземне море своїх військ, що билися в Лівії та Єгипті. Незважаючи на величезну підготовчу роботу, пророблену, як німецькими, так й італійськими збройними силами, військова ситуація в Північній Африці, що швидко змінювалася, призвела до скасування плану в листопаді 1942 року.